# Ruud Sesink Clee
Rudolf Albert (Ruud) Sesink Clee (Den Haag, 24 juli 1931 - Johannesburg, 31 juli 2015) was een Nederlandse roeier. Hij vertegenwoordigde Nederland eenmaal op de Olympische Spelen, maar won bij die gelegenheid geen medaille.
Hij maakte op 20-jarige leeftijd zijn olympisch debuut op de Olympische Spelen van 1952 in Helsinki. Hij nam deel bij het roeien aan het onderdeel vier zonder stuurman. De roeiwedstrijden zouden initieel plaatsvinden in speciaal hiervoor gebouwde kano- en roeistadion bij Taivallahti, maar door de Internationale Roeifederatie was deze accommodatie in verband met de windgevoeligheid afgekeurd. Hierdoor moest er uitgeweken worden naar een tijdelijk aangelegd roeibaan bij Meilahti, op circa 3 km afstand van het Olympisch Stadion. Het Nederlandse viertal werd in de eerste ronde vierde en laatste met een tijd van 6.56,9. In de herkansing tegen Italië werd het tweede in 6.50,3 en waren zodoende uitgeschakeld. 
In zijn actieve tijd was hij aangesloten bij studentenroeivereniging Laga in Delft. Hij was ingenieur mijnbouw. Hij werkte in de goudmijnen bij Witwatersrand en bezat later een forellenkwekerij in Zuid-Afrika.

## Palmares

### Roeien (vier zonder stuurman)
- 1952: herkansing OS - 6.50,3

Jan op den Velde · 
Frits de Voogt · 
Kees van Vugt · 
Ruud Sesink Clee